# David E. Talbert
David E. Talbert (* 10. Februar 1966) ist ein US-amerikanischer Dramatiker, Drehbuchautor, Filmregisseur und Filmproduzent.

## Leben
David E. Talbert ist Absolvent der Morgan State University und studierte Film an der New York University. Zu seinen bekannten Werken zählen die Filme First Sunday, El Camino Christmas und Jingle Jangle Journey: Abenteuerliche Weihnachten!.
Talbert hat den NAACP Theatre Award als Bester Dramatiker für sein Bühnenstück The Fabric of a Man erhalten, zudem wurde er mit dem NAACP Trailblazer Award für seine Beiträge und Leistungen im Theater geehrt. 2007 hat er einen New York Literary Award für sein Musical Love in the Nick of Tyme gewonnen. Talbert hat auch die Reality-Show Black Stage im Fernsehen produziert, in der Schauspieler und Sänger gegeneinander antreten und als Preis eine Rolle in einem seiner Stücke gewinnen konnten.
Talbert ist mit der Filmproduzentin Lyn Sisson-Talbert verheiratet und wohnt in Kalifornien. Sie haben einen gemeinsamen Sohn.

## Filmografie (Regie)
- 1997: A Woman Like That (auch Produzent und Drehbuch)
- 1999: Mr. Right Now! (auch Drehbuch)
- 2000: His Woman, His Wife (auch Drehbuch)
- 2004: He Say... She Say... But What Does GOD Say?
- 2005: The Fabric of a Man (auch Produzent und Drehbuch)
- 2005: Love on Layaway (auch Produzent und Drehbuch)
- 2008: First Sunday (auch Produzent und Drehbuch)
- 2009: Love in the Nick of Tyme (auch Produzent und Drehbuch)
- 2012: What My Husband Doesn’t Know (auch Produzent und Drehbuch)
- 2012: What Goes Around Comes Around (auch Produzent und Drehbuch)
- 2012: David E. Talbert Presents: A Fool and His Money (auch Produzent und Drehbuch)
- 2012: David E. Talbert’s Suddenly Single  (auch Drehbuch)
- 2013: Liebe im Gepäck (auch Produzent und Drehbuch)
- 2016: Almost Christmas (auch Produzent und Drehbuch)
- 2017: Another Man Will
- 2017: El Camino Christmas (auch Produzent)
- 2020: Jingle Jangle Journey: Abenteuerliche Weihnachten! (auch Produzent und Drehbuch)

## Romane
- Baggage Claim (2003)
- Love on the Dotted Line (2005)
- Love Don't Live Here No More: Book One of Doggy Tales